# BBTスーパーニュース
『BBTスーパーニュース』（ビービーティースーパーニュース、ラテン文字表記：BBT Super NEWS）は、富山テレビで1998年3月30日から2015年3月28日まで生放送されていた夕方のローカルワイドニュース番組である。

## 概要
- 1年間放送された『BBTザ・ヒューマン』の後継番組としてスタートした。

- 初期には、17時台には富山ローカル情報、18時台前半には東京から全国ニュース・スポーツ、18時台後半には再び富山からローカルニュース・特集と県内スポーツ・天気予報をそれぞれ伝えるという内容だった。

- キー局のフジテレビが全国ネットで放送する『FNNスーパーニュース』と自局制作のニュース・天気予報枠を併せたもの。平日と土曜日で番組構成が異なっていた。

- 日曜日は『FNN北陸中日新聞 日曜夕刊』として放送している。

- 2001年4月2日から平日は『Youドキッ!たいむ』（第2部）の1コーナーとして放送されていた。

- 本編BGMは長らくキー局と同じBGMが使用されていたが、2012年4月以降は『FNNスピーク』のものを使用し、同年7月以降はブレンパワードのBGM（同じFNN系列の鹿児島テレビのKTSニュースで使用されているBGMと同じ）となっていたが、2013年4月より再びキー局と同じBGMが使われるようになった。

- 2014年3月28日で平日の放送は終了。同年3月31日から2015年3月27日までは『Youドキッ!たいむ』を実質吸収し、ローカル報道を強化した『BBTスーパーニュース チャンネル8』にリニューアルされた。

## 終了時点での出演者
メインキャスター
- 吉村尚郎
- 矢野美沙（月・火・水）
- 林藍菜（木・金）

※吉村、矢野、林は引き続き「チャンネル8」も担当している。
フィールドキャスター
- 小島裕一

ほか
記者
- 小山憲一（元富山テレビアナウンサー、のち報道記者）

### 過去の出演者
- 須田真理
- 森和彦
- 伊藤敬子
- 閑田未央
- 深津麻弓
- 北川千晶
- 三都井美衣
- 松葉沙矢佳
- 淵澤由樹
- 毛利未央
- 後藤真弥
- 寺崎裕彦
- 竹内真理
- 神谷斉子
- 秋保由実
- 高橋翔
- 土屋愛子
- 波多江良一
- 中村理恵
- 早川真代
- 松岡みゆき
- 佐野由希子
- 谷優子
- 井上真帆（スポーツ（2006.7 - 2010.3）→フィールド（2010.4 - 2013.9））
- ほか

## 放送時間
| 期間      | 期間      | 放送時間（JST）                                           | 放送時間（JST）       |
| 期間      | 期間      | 月曜日 - 金曜日                                           | 土曜日                |
| --------- | --------- | --------------------------------------------------------- | --------------------- |
| 1998.3.30 | 2000.4.1  | 17:25 - 17:55（第1部、30分） 17:55 - 19:00（第2部、65分） | 18:00 - 18:30（30分） |
| 2000.4.3  | 2001.3.31 | 17:25 - 17:54（第1部、29分） 17:54 - 18:55（第2部、61分） | 18:00 - 18:30（30分） |
| 2001.4.2  | 2007.9.29 | 17:54 - 18:55（61分）                                     | 17:30 - 18:00（30分） |
| 2007.10.1 | 2012.3.31 | 16:53 - 18:55（122分）                                    | 17:30 - 18:00（30分） |
| 2012.4.2  | 2014.3.29 | 16:50 - 18:55（125分）                                    | 17:30 - 18:00（30分） |
| 2014.4.5  | 2015.3.28 | （放送終了）                                              | 17:30 - 18:00（30分） |